# Google Lively
A Google Lively (röviden Lively) egy webalapú virtuális környezet volt, melyet a Google Inc. készített. A Lively tervei szerint új dimenziókat nyitott volna a közösségépítés, azonnali üzenetküldés és kapcsolatteremtés területén. A rendszer hasonló volt a MMORPG-szerű rendszerekhez, mint például az IMVU és a Second Life. A játékban a felhasználók avagy avatároknak lehetőségük volt saját karakterüket felépíteni, különböző szobákat építeni és felszerelni.
A Lively Internet Explorer és Mozilla Firefox böngészőben futott Windows XP és Vista operációs rendszer alatt.
Ezt a projectet Niniane Wang vezetőmérnök álmodta meg és szintén ő irányította volna a Lively jövőbeni fejlesztési munkálatait is.
A Google hivatalos közleménye alapján a Google Lively 2008. december 31-én végleg bezárta kapuit.